# Robert F. Hill

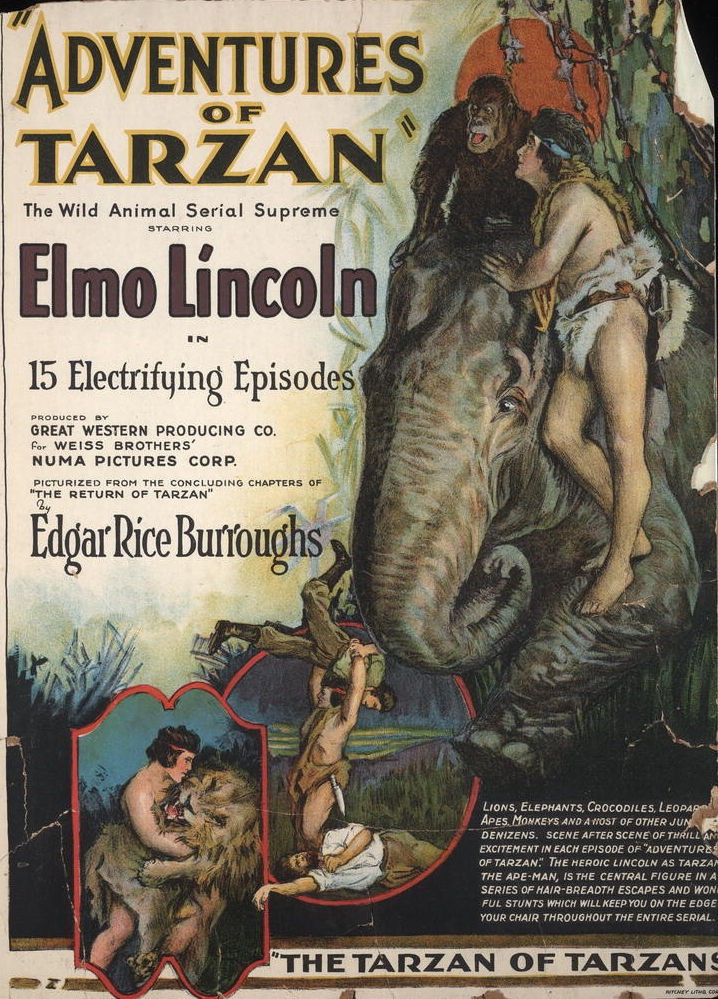
Cartel del serial The Adventures of Tarzan, dirigido por Hill en 1921

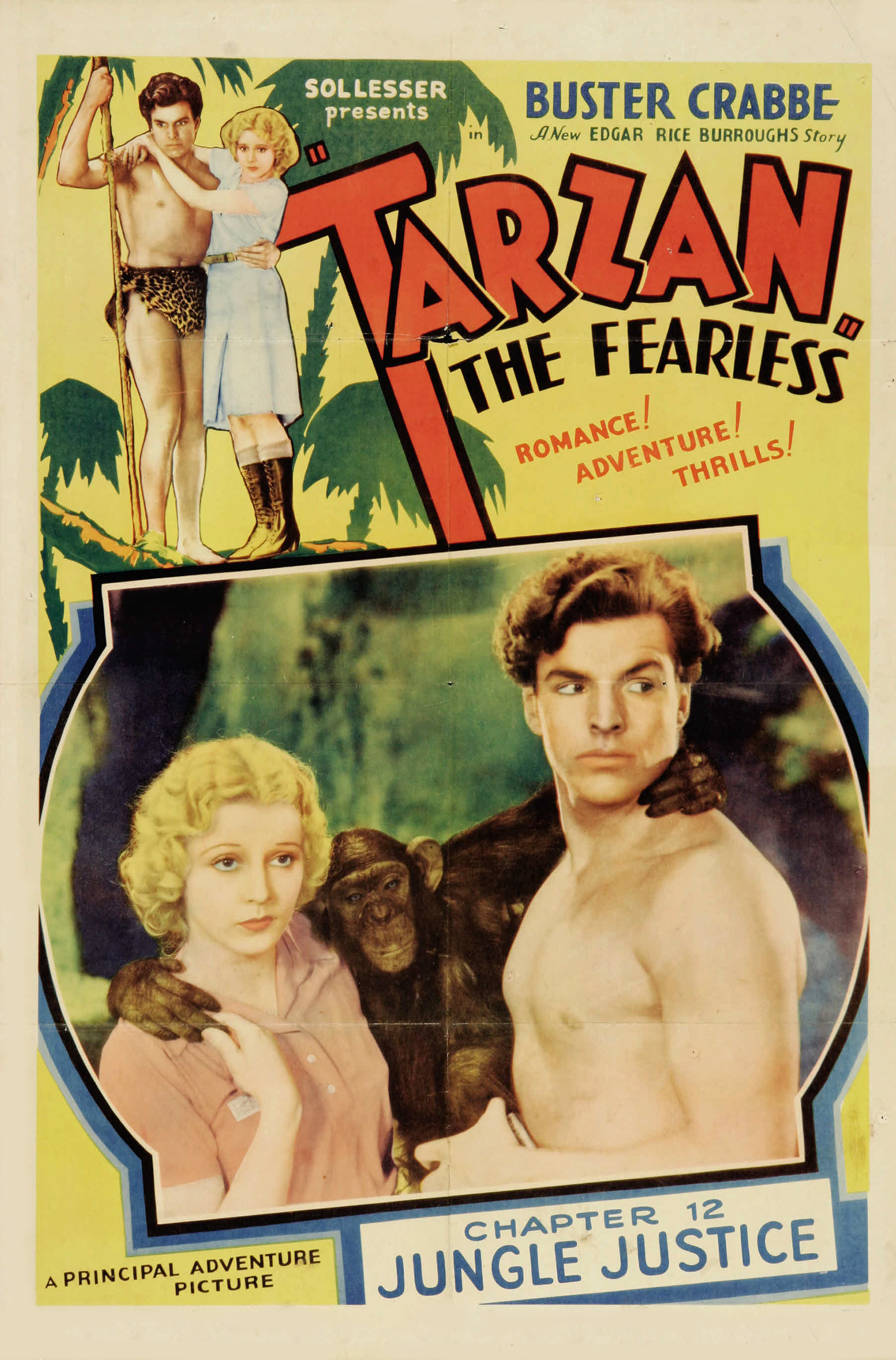
Cartel del serial Tarzan the Fearless, dirigido por Hill en 1933

Robert F. Hill (14 de abril de 1886 - 18 de marzo de 1966) fue un director, guionista y actor de origen canadiense, cuya carrera transcurrió en la industria cinematográfica estadounidense. Con una trayectoria iniciada en el cine mudo, y que se extendió también al cine sonoro, dirigió cerca de 100 filmes, entre ellos varios seriales, además de actuar en más de 50 y escribir otros tantos.

## Biografía
Nacido en Port Rowan, Ontario, Canadá, sus primeras actuaciones, casi siempre sin créditos, fueron en producciones de Victor Film Company, siendo la primera de ellas el cortometraje Li'l Nor'wester (1915). Actuó en pequeños papeles para compañías independientes, tales como Supreme Pictures, Consolidated Pictures Corporation y Altmount Pictures Company, entre otras. En 1917, ya con Universal Pictures, actuó en The Raggedy Queen. Llegó incluso a trabajar, con pequeñas interpretaciones, en filmes importantes como fue el caso de The More the Merrier (1943), protagonizado por Jean Arthur y Joel McCrea, y Cover Girl (1944), con Rita Hayworth y Gene Kelly. Su última actuación tuvo lugar en 1950 en Bunco Squad, producción de RKO Radio Pictures.
El primer film que dirigió fue el cortometraje The Trail of the Wild Wolf, rodado en 1916 por Independent Moving Pictures. Entre los varios seriales que dirigió destacan The Adventures of Tarzan (1921), del cual fue también guionista, y Tarzan the Fearless (1933). En 1938 dirigió, junto a Ford Beebe, el serial Flash Gordon's Trip to Mars. Recordado principalmente por sus seriales y westerns de serie B, Hill formó parte de un intento frustrado de Universal Pictures para realizar películas en Japón, volviendo de nuevo a los seriales con Universal hasta 1940, pasando entonces a actuar y escribir guiones para pequeñas compañías de bajo presupuesto.
El último film dirigido por Hill fue Wanderers of the West (1941), de Monogram Pictures, retirándose a mediados de los años 1950.
Como guionista merece destacarse el serial Shadow of Chinatown (1936), con Bela Lugosi, y la adaptación, junto a Alfred A. Cohn, de la obra teatral de John Willard The Cat and the Canary en El legado tenebroso estrenada en 1927 por Universal Pictures.
Robert F. Hill falleció en 1966 en Los Ángeles, California. Tenía 79 años de edad.

## Selección de su filmografía
| Año  | Título                            | Función              | Observaciones            |
| ---- | --------------------------------- | -------------------- | ------------------------ |
| 1915 | Destiny's Trump Card              | -                    | Guion                    |
| 1919 | The Great Radium Mystery          | -                    | Director                 |
| 1920 | The Flaming Disc                  | -                    | Director                 |
| 1921 | The Adventures of Tarzan          | -                    | Director, guionista      |
| 1922 | The Adventures of Robinson Crusoe | -                    | Director                 |
| 1923 | Around the World in Eighteen Days | -                    | Director                 |
| 1923 | The Social Buccaneer              | -                    | Director                 |
| 1923 | The Phantom Fortune               | -                    | Director                 |
| 1925 | Idaho                             | -                    | Director                 |
| 1925 | Wild West                         | -                    | Director                 |
| 1926 | The Bar-C Mystery                 | -                    | Director                 |
| 1927 | The Return of the Riddle Rider    | -                    | Director                 |
| 1927 | Blake of Scotland Yard            | -                    | Director, guionista      |
| 1927 | The Cat and the Canary            | -                    | Adaptación               |
| 1928 | Haunted Island                    | -                    | Director                 |
| 1931 | Heroes of the Flames              | -                    | Director                 |
| 1931 | Sundown Trail                     | -                    | Director                 |
| 1932 | Love Bound                        | Pasajero             | Director                 |
| 1932 | The Last Frontier                 | -                    | Guionista                |
| 1933 | Tarzan the Fearless               | -                    | Director                 |
| 1934 | Cowboy Holiday                    | Mr. Hopkins          | Director, guionista      |
| 1935 | Queen of the Jungle               | -                    | Director                 |
| 1936 | Prison Shadows                    | -                    | Director                 |
| 1936 | Rip Roarin' Buckaroo              | -                    | Director                 |
| 1936 | The Phantom of the Range          | Subastador Robert    | Director                 |
| 1937 | Cheyenne Rides Again              | Ciudadano            | Director                 |
| 1938 | Flash Gordon's Trip to Mars       | -                    | Director                 |
| 1938 | Wild Horse Canyon                 | -                    | Director                 |
| 1941 | Flying Wild                       | Mr. Woodward         |                          |
| 1943 | Keep 'Em Slugging                 | Mr. Woodward         | Acreditado como Bob Hill |
| 1943 | Calling Dr. Death                 | Juez                 | Sin créditos             |
| 1944 | Men on Her Mind                   | Papel sin determinar | Sin créditos             |